# Holly du Locton
Holly du Locton est une jument de course trotteur français née le 15 mai 1995et morte en décembre 2020, participant aux courses de trot. Spécialiste du trot monté, elle était entraînée par Philippe Allaire et montée par Jean-Paul Piton. Une course de groupe 2 lui rend hommage chaque année à Vincennes, le Prix Holly-du-Locton.

## Carrière de course
Holly du Locton commence sa carrière en novembre de ses deux ans. Disqualifiée lors de ses trois premières sorties (les deux premières à l'attelé), elle se classe deuxième en février 1998 à Vincennes, et enchaîne, dès sa cinquième course, avec un semi-classique, le Prix Édouard-Marcillac, où elle termine également deuxième. Dès lors, elle s'affirme comme la numéro 1 de sa génération au trot monté, même si elle ne dédaigne pas quelques bonnes performances au sulky, comme en témoigne sa victoire à 4 ans dans le Prix de Milan et une troisième place dans le Prix Ozo. Mais c'est surtout sous la selle qu'elle s'exprime, enchaînant les victoires semi-classiques et classiques. En janvier de ses 4 ans, elle est si forte que Philippe Allaire tente sa chance dans le Prix de Cornulier, contre ses aînés : elle réussit l'exploit de s'y classer troisième. Au cours du meeting d'hiver 1999/2000, après une victoire initiale dans le Prix Edmond-Henry, Holly du Locton semble moins dominatrice et met un terme à son meeting après le Prix de Cornulier, où elle a pris le galop. De retour à la fin de l'été, la jument, âgée de 5 ans, est battue sans démériter dans deux semi-classiques puis dans le Prix de Normandie, où elle termine troisième. On ne reverra plus la championne, une blessure venant mettre un terme prématuré à cette riche et brève carrière.

### Palmarès
- Saint-Léger des Trotteurs (Gr.1, 1998)
- Prix d'Essai (Gr.1, 1998)
- Prix de Vincennes (Gr.1, 1998)
- Prix des Centaures (Gr.1, 1998)
- Prix du Président de la République (Gr.1, 1999)

- Prix Hémine (Gr.2, 1998)
- Prix de Basly (Gr.2, 1998)
- Prix Pierre-Gamare (Gr.2, 1998)
- Prix Raoul-Ballière (Gr.2, 1998)
- Prix de Pardieu (Gr.2, 1999)
- Prix Louis-Le-Bourg (Gr.2, 1999)
- Prix de Milan (Gr.2, 1999)
- Prix René-Palyart (Gr.2, 1999)
- Prix Henri-Ballière (Gr.2, 1999)
- Prix Edmond-Henry (Gr.2, 1999)
- Prix Céneri-Forcinal (Gr.2, 1999)
- Prix Legoux-Longpré (Gr.2, 1999)
- 2e Prix Édouard-Marcillac (Gr.2, 1998)
- 2e Prix Jacques Olry (Gr.2, 1999)
- 2e Prix Philippe-du-Rozier (Gr.2, 1999)
- 2e Prix Hervé Ceran-Maillard (Gr.2, 2000)
- 2e Prix Legoux-Longpré (Gr.2, 2000)
- 3e Prix de Cornulier (Gr.1, 1999)
- 3e Prix de Normandie (Gr.1, 2000)
- 3e Prix Félicien-Gauvreau (Gr.2, 1998)
- 3e Prix Ozo (Gr.2, 1998)

## Au haras
Devenue poulinière, Holly du Locton a su transmettre une petite part de son talent à quelques-uns de ses rejetons, les utiles Olly Star 1'12 (par Gai Brillant), Queops 1'13 (par Buvetier d'Aunou) et surtout le bon Captain Sparrow 1'11 (par Ready Cash), lauréat du Prix Louis-Forcinal.
Elle meurt au début du mois de décembre 2020,.

## Origines
| Origines de Holly du Locton, femelle, baie foncée. | Origines de Holly du Locton, femelle, baie foncée. | Origines de Holly du Locton, femelle, baie foncée. | Origines de Holly du Locton, femelle, baie foncée. |
| -------------------------------------------------- | -------------------------------------------------- | -------------------------------------------------- | -------------------------------------------------- |
| Père Viking's Way                                  | Mickey Viking                                      | Bonefish (USA)                                     | Nevele Pride (en) (USA)                            |
| Père Viking's Way                                  | Mickey Viking                                      | Bonefish (USA)                                     | Exciting Speed (USA)                               |
| Père Viking's Way                                  | Mickey Viking                                      | Misty Sister                                       | Songcan (USA)                                      |
| Père Viking's Way                                  | Mickey Viking                                      | Misty Sister                                       | Agaunar                                            |
| Père Viking's Way                                  | Josubie                                            | Quito                                              | Carioca II                                         |
| Père Viking's Way                                  | Josubie                                            | Quito                                              | Arlette III                                        |
| Père Viking's Way                                  | Josubie                                            | Vésubie III                                        | Hermès D                                           |
| Père Viking's Way                                  | Josubie                                            | Vésubie III                                        | Jacinthe IV                                        |
| Mère Biche du Locton                               | Tony M                                             | Horus L                                            | Mousko Williams                                    |
| Mère Biche du Locton                               | Tony M                                             | Horus L                                            | Rhéa Sylvia                                        |
| Mère Biche du Locton                               | Tony M                                             | La Bayadère M                                      | Quinio                                             |
| Mère Biche du Locton                               | Tony M                                             | La Bayadère M                                      | Bayadère                                           |
| Mère Biche du Locton                               | Obérone                                            | Obéron                                             | Hermès D                                           |
| Mère Biche du Locton                               | Obérone                                            | Obéron                                             | Graziella                                          |
| Mère Biche du Locton                               | Obérone                                            | Grève Belle Étoile                                 | Sablon                                             |
| Mère Biche du Locton                               | Obérone                                            | Grève Belle Étoile                                 | Qu'elle Fleur                                      |